# Azeville
Azeville ist eine französische Gemeinde mit 77 Einwohnern (Stand: 1. Januar 2022) im Département Manche in der Region Normandie. Sie gehört zum Arrondissement Cherbourg und zum Kanton Valognes.
Nachbargemeinden sind Émondeville im Nordwesten, Saint-Marcouf im Nordosten, Ravenoville im Südosten und Fresville im Südwesten.

## Weblinks

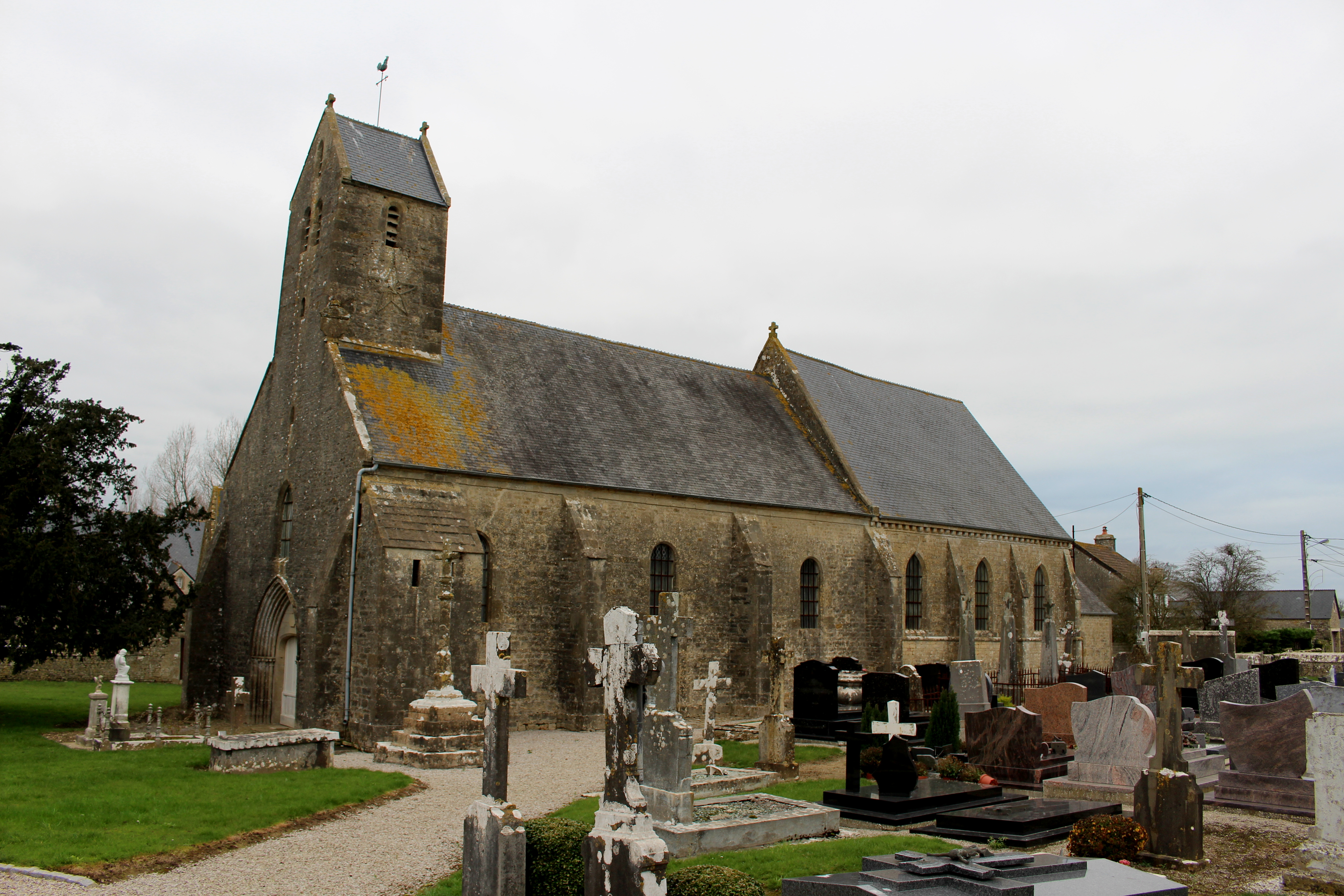
Kirche Saint-Nicolas

## Bevölkerungsentwicklung
| Jahr      | 1962 | 1968 | 1975 | 1982 | 1990 | 1999 | 2008 | 2018 |
| --------- | ---- | ---- | ---- | ---- | ---- | ---- | ---- | ---- |
| Einwohner | 109  | 102  | 109  | 83   | 73   | 78   | 78   | 80   |